# Stéphane Chambon
Stéphane Chambon, dit le Jockey du Vaucluse, né le 10 août 1965 à Carpentras, est un pilote de moto et de rallye français.

## Biographie
Sa carrière motocycliste s'étale de 1979 à 2006 (professionnel à compter de 1989), avec un titre mondial et sept nationaux.  
Celle sur 4 roues (Gravel) de 2004 à 2012.
Paradoxalement, ce pilote éclectique, aux nombreuses victoires (6) et places d'honneur en  Championnat de France des rallyes Terre, n'a jamais obtenu le titre national. Ses succès et podiums ont été obtenus sur Subaru Impreza, avec Antoine  Paque pour copilote. 

## Palmarès

### Motocyclisme
1979 : première moto (une 50 Beta), première course en enduro à Mazan (84) et première victoire à Vaison-la-Romaine
1983 : champion de ligue
1988 : champion de France motocross 250
1989 : première saison en tant que pilote professionnel avec la SIMA et premier titre de champion de France de supermotard (il sera champion en 89, 90, 92, 93, 94)
1993 : vainqueur de la coupe de France promosport 125 et SoS (Sound of Single)
1994 : dernier titre de champion de France de supermotard
1996 : champion de France supersport et superbike sur Ducati
1997 : séparation avec la SIMA et Marcel Seurat, 4e du mondial supersport sur Ducati
1999 : champion du monde 600 supersport sur Suzuki
2004 : vainqueur des 24 H du Mans, 4e victoire au Guidon d’Or (91, 92, 98, 2004)
2006 : fin de carrière en mondial sur Kawasaki
- 24 Heures du Mans moto: 2004 (avec le japonais Keiichi Kitagawa et le britannique Warwick Nowland, sur Suzuki GSX-R);
- Premier Championnat du monde de Supersport 600: 1999, sur Suzuki (victoires à Laguna Seca (USA), et Brands Hatch (GBR));
  - 3e des World Series de Supersport 600 (précurseur des 1ers championnats du monde): 1998, sur Suzuki;
- Champion de France de Supersport et Superbike: 1996, sur Ducati;
- Pole position au Bol d’Or: 1995;
- Coupe de France de Promosport 125 cm3 et Sound of Single (SoS): 1993;
- Guidon d'Or Supermotard: 1991, 1992, 1998, et 2004;
- Quintuple Champion de France Supermotard: 1989, 1990, 1992, 1993, et 1994, sur Husqvarna;
- Champion de France de Motocross 250 cm3 National: 1988;
- Vice-champion de France de Motocross 80 cm3: 1981 et 1982;

### Rallyes Terre
- Vice-champion de France en 2007;

#### Victoires en championnat de France des rallyes Terre
- Rallye Terre de Vaucluse: 2007, 2011, et 2012;
- Rallye Terre de Provence: 2008 et 2009;
- Rallye Terre des Causses: 2007;

#### Podiums en championnat de France des rallyes Terre
- 2e du rallye Terre de l'Auxerrois: 2006;
- 3e du rallye Terre de Langres: 2005;
- 3e du rallye Terre de l'Auxerrois: 2007.